# موزه جرج ایستمن

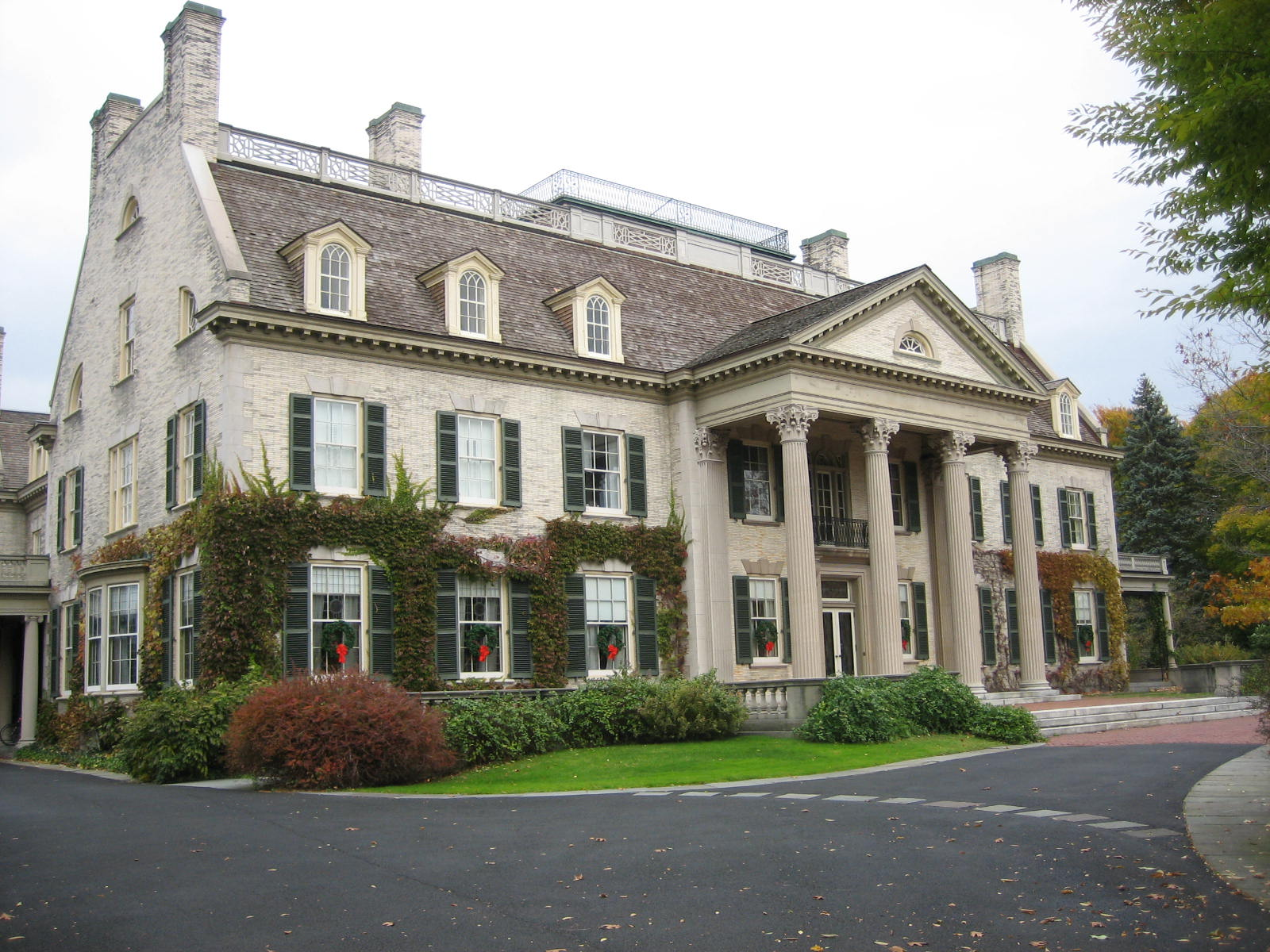
نمایی بیرونی از خانهٔ جورج ایستمن

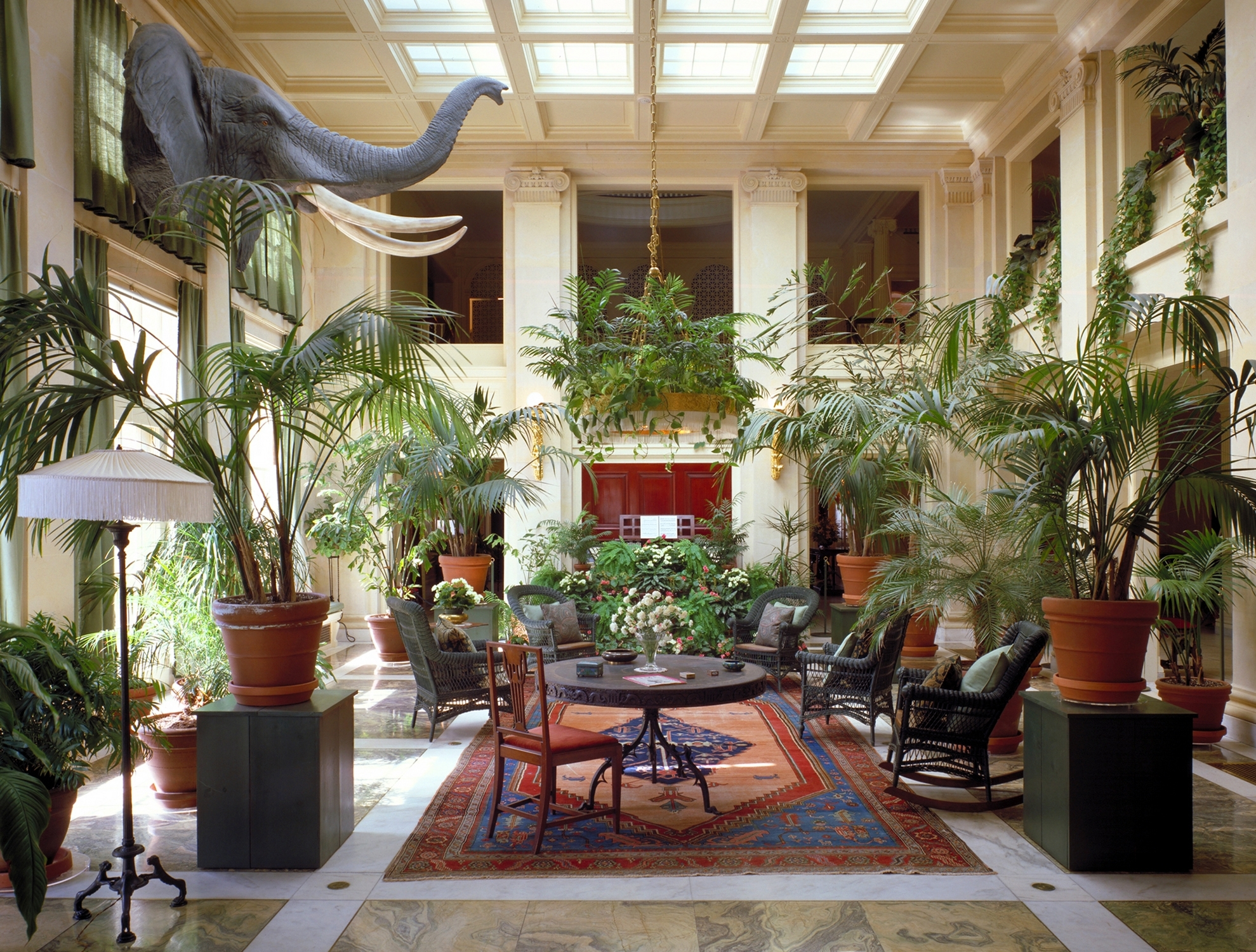
دکوراسیون داخلی خانهٔ جورج ایستمن

موزه جُرج ایستمن (به انگلیسی: George Eastman Museum) موزه‌ای در روچستر، نیویورک است که به صنعت عکاسی و فیلم اختصاص دارد. موزه جرج ایستمن از سال ۱۹۶۶ به فهرست بناهای تاریخی ملی ایالات متحده آمریکا افزوده شده‌است.
خانهٔ ایستمن در سال ۱۹۰۲ توسط جرج ایستمن، بنیان‌گذار شرکت کداک، با طراحی جی. فوستر وارنر ساخته شد. خانهٔ ایستمن در سال ۱۹۴۷ تبدیل به موزهٔ عکاسی و فیلم شد.